# 45-я Параллель (улица)
45-я Параллель — улица в Промышленном районе города Ставрополя.

## Название
Происхождение названия связано с географическим положением улицы: 45-я параллель северной широты под небольшим углом пересекает улицу через центр перекрёстка с улицей Пирогова. На улице была создана топиарная композиция посвящённая 45-й параллели. Такое же название носит бизнес-центр на улице.

## Описание
Улица 45-я Параллель проходит от улицы Доваторцев до Российского проспекта. Протяжённость улицы составляет 2,75 км, ширина проезжей части в среднем около 10 метров. В 2019 году улица продлена от Рогожникова до Российского проспекта, тогда же проведено расширение дорожной части с двух до четырёх полос между улицами Пирогова и Рогожникова. В настоящее время улица имеет минимум 4 полосы для движения на всём протяжении.

## Транспорт
Движение на всей протяжённости улицы двустороннее.
- Автобусы № 13, 14, 18, 20, 25, 28, 29, 32А, 36, 46, 48, 50, 53[7].
- Маршрутные такси № 3м, 4, 8, 9м, 12, 15м, 32, 35, 40, 45, 47, 88, 120[7].
- Троллейбусы № 2, 4, 6, 8 (для конечная остановка)[7].